# 微毛山黧豆
微毛山黧豆（学名：Lathyrus palustris f. pubescens）为豆科香豌豆属欧山黧豆下的一个变型。